# Stare Zawady
Stare Zawady – wieś w Polsce położona w województwie mazowieckim, w powiecie radomskim, w gminie Jedlińsk. Ma status sołectwa.
| SIMC    | Nazwa    | Rodzaj     |
| ------- | -------- | ---------- |
| 0625208 | Ług      | przysiółek |
| 0625214 | Zapłocie | przysiółek |

W latach 1975–1998 miejscowość administracyjnie należała do województwa radomskiego.
W Starych Zawadach znajduje się szkoła podstawowa.
Wierni kościoła rzymskokatolickiego należą do parafii  Świętych Apostołów Piotra i Andrzeja w Jedlińsku.